# فليب غوردون
فليب غوردون (بالإنجليزية: Flip Gordon)‏ هو مصارع محترف أمريكي، ولد في 12 ديسمبر 1991 في ويماوث في الولايات المتحدة.

## روابط خارجية
- فليب غوردون على موقع WrestlingData.com (الإنجليزية)
- فليب غوردون على موقع CageMatch worker (الإنجليزية)
- فليب غوردون على موقع قاعدة بيانات المصارعة على الإنترنت (الإنجليزية)
- فليب غوردون على موقع عالم المصارعة على الإنترنت (الإنجليزية)